# Isabelle Riddez
Isabelle Riddez, född 5 augusti 1985 i Stockholm, är en svensk manusförfattare och skådespelare. Hon är en av medlemmarna i humorgruppen Stallet. Hon har bland annat skrivit manus till SVT:s julkalender 2022, Kronprinsen som försvann.